# سیارک ۱۲۴۷۱
سیارک ۱۲۴۷۱ (به انگلیسی: 12471 Larryscherr، نامگذاری:1997CZ6) دوازده هزار و چهارصد و هفتادمین سیارک کشف شده‌است که در ۶ فوریه ۱۹۹۷ کشف شد.
قدر مطلق سیارک برابر ۱۴٫۸۰ است.